# GraphHopper

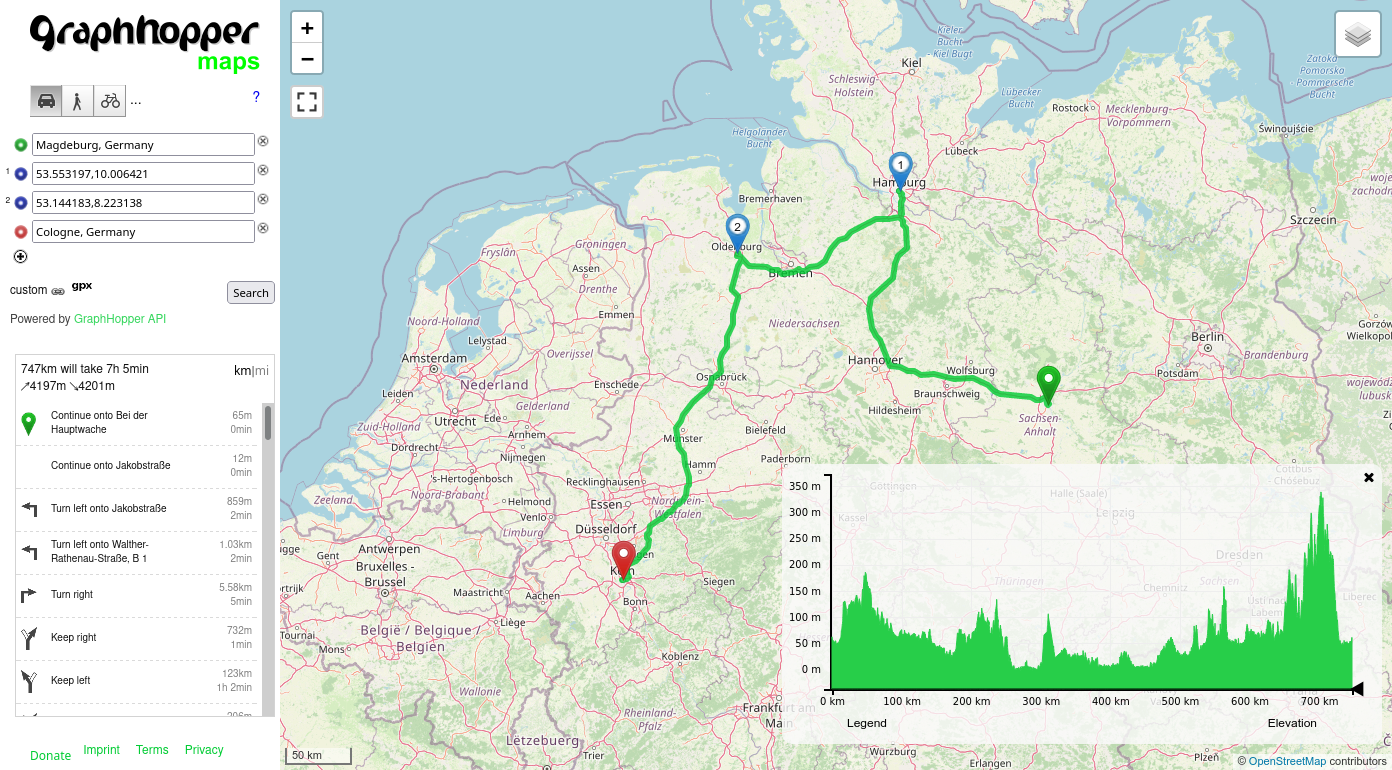
Mapas de GraphHopper en la versión 4.0

GraphHopper es una biblioteca de encaminamiento de carretera escrita en Java y proporciona una interfaz web llamada GraphHopper Maps[cita requerida] Así como un encaminamiento API sobre HTTP. Corre sobre servidor, PC de escritorio, Android, iOS o Raspberry Pi. Por defecto, usa datos de OpenStreetMap para la red de carretera, y datos de elevación de Shuttle Misión de Topografía del Radar.
GraphHopper puede configurarse para utilizar algoritmos diferentes como Dijkstra, A* y sus versiones bidireccionales. Para hacer el encaminamiento bastante rápido para caminos largos (medida continental) y evitar las aproximaciones heurísticas, GraphHopper usa por defecto las Jerarquías de Contracción. En la revista de Java de Oracle, el autor Peter Karich describe las técnicas necesarias para hacer el sistema de memoria, eficaz y rápida. Además, GraphHopper está construido sobre una larga suite de prueba incluyendo unidad, integración y pruebas de carga.
La licencia de Apache, permite a todo el mundo personalizar e integrar GraphHopper en productos libres o comerciales, y junto con la velocidad de consulta y los datos de OpenStreetMap, hace GraphHopper una alternativa posible a servicios de encaminamiento existentes y a software de navegación GPS.
Además, el encaminamiento punto-a-punto para diferentes vehículos, GraphHopper puede calcular matrices de distancia qué son entonces utilizado como una entrada para problemas de encaminamiento del vehículo. Otros casos de uso son:
- Los caminos de vehículos vía el mapa que empareja - i.e.  nap' puntos de GPS mundiales reales a red de carretera digital[8]
- Asistir planificación urbana[9]
- Simulador de tráfico
- Isochrone Cálculo - i.e. determinando la accesibilidad para peatones, coches o bicis[10]
- A Encaminamiento interior para optimizar rutas en un almacén o planificar una visita a una exposición o feria.
- Eco-Encaminamiento eficaz[11]
- A Juegos de realidad virtual como Scotland Yard.

## Direcciones API
Los desarrolladores de GraphHopper también ofrecen la API empresarial de direcciones de GraphHopper, cuál incluye una API de Geocoding, una API de matriz de distancia y una API de optimización de Ruta, además del API de encaminamiento.

## Usuarios
Los usuarios notables de GraphHopper son Rome2rio, Falk (Verlag), Komoot, Gnome y de:Gpsies.com. Desde febrero de 2015, GraphHopper ha sido uno de los proveedores de APIs para encaminamiento en bicis y a pie sobre el sitio web oficial OpenStreetMap y la versión 0.4, se liberó recientemente en marzo de 2015.